# Rio Guaxindiba
22° 44′ 36″ S, 43° 01′ 35″ O
Guaxindiba é um rio brasileiro que banha o município de São Gonçalo, no estado do Rio de Janeiro.
Seus afluentes são os rios Pendotiba, Maria Paula e Alcântara.
O rio Guaxindiba deságua na baía de Guanabara.